# 古本次郎
古本 次郎（ふるもと じろう、1920年2月20日 - 2000年1月25日）は、日本の実業家、旭硝子元代表取締役社長。一貫して「拡大均衡」路線をかかげ、海外にも積極的に事業を展開、今日のグローバル企業としての基盤を築いた。

## 略歴・人物
- 1920年（大正9年）、福岡県北九州市に生まれる[2]
- 1940年（昭和15年）横浜専門学校高等商業科（現：神奈川大学）卒業[2]、旭硝子（現・AGC）に入社[2]
- 1970年（昭和45年）東京支店長[2]
- 1973年（昭和48年）取締役化学品営業部長[2]
- 常務[2]
- 専務・副社長[2]
- 1987年（昭和62年）代表取締役社長就任（1992年（平成4年）まで3期6年にわたる）[2]
- 2000年1月25日、慢性呼吸不全のため死去[2][3]

### 公職
- ニューガラスフォーラム会長[2]
- 日本ソーダ工業会会長[2]
- 日本ファインセラミックス協会会長[2]
- 板硝子協会会長[2]
- オゾン層保護対策協議会会長[2]
- 1989年（平成元年）ベルギー王国レオポルド勲章受章[2]